# Las Murias
Las Murias es una localidad española perteneciente al municipio de Cabrillanes (tradicionalmente concejo de Babia Alta, de Arriba, o de Suso) en la comarca de Babia, provincia de León.

## Geografía
Localizado en la parte occidental leonesa de la cordillera Cantábrica. Se halla a una altitud de 1292 m, en la parte más baja del valle de Lago de Babia. Es uno de los valles de menores dimensiones de Babia Alta, con menos de 5 km de longitud, que confluye en el amplio valle del río Luna. Se trata de un valle de origen glaciar, una rama lateral del antiguo glaciar del valle del Sil, su cabecera ha sido disectada por la erosión del río Sil. En su parte alta tiene un tramo de valle muerto ocupado parcialmente por una laguna (Laguna Grande o de Lago de Babia). La zona de Las Murias presenta el conjunto morreico más completo relacionado con el glaciar del Sil. Forma parte de la Reserva de la Biosfera de Babia (Elemento de la RB Gran Cantábrica).
La peña “La Crespa” (2057 m)  es la más destacable de las que rodean al pueblo. En ella está la fuente de Michán, cuyas aguas fluyen de forma intermitente.
La vegetación que predomina es el matorral de piorno serrano (Cytisus oromediterraneus) en combinación con escobas (Cytisus scoparius) y enebros rastreros (Juniperus communis).
A lo largo de los cursos de agua pueden encontrarse chopos (Populus nigra), fresnos (Fraxinus excelsior) y en menor medida arces (Acer pseudoplatanus) y algún abedul bajando de Lago de Babia. 
Existen gran variedad plantas silvestres como por ejemplo, el orégano y el té de montaña.
El pueblo está muy diseminado y se divide en dos barrios.

## Toponimia
"Muria" tiene el significado de "pared"; el plural "muries" alude a restos de construcciones derruidas, o a hace referencia a montones de cantos que se colocan en las tierras de labranza para delimitar los terrenos.

## Historia
En la época medieval, según algunos historiadores, existió una ermita en el paraje denominado “Los Oteros”.
En la actualidad sólo se encuentra la iglesia parroquial de San Mamés, documentada desde 1767, pero posiblemente construida a finales del siglo XV o principios del XVI. Cabe destacar que la iglesia ha permanecido en mal estado buena parte de su historia. Sufre una profunda remodelación en los años sesenta que la priva de sus retablos y puerta de entrada originales. En la actualidad tiene cobertura de fibrocemento, que rompe con la sintonía de otras iglesias de la zona.
En la década de los ochenta se produjeron más de la mitad de los robos y hurtos de arte religioso denunciados en treinta años en la provincia de León. En 1982, la iglesia de San Mamés sufre el robo de dos cálices, un copón, dos patenas y una custodia de plata.

## Población
| 2000 | 2001 | 2002 | 2003 | 2004 | 2005 | 2006 | 2007 | 2008 | 2009 | 2010 | 2011 | 2013 |
| ---- | ---- | ---- | ---- | ---- | ---- | ---- | ---- | ---- | ---- | ---- | ---- | ---- |
| 30   | 30   | 28   | 26   | 23   | 23   | 22   | 25   | 25   | 23   | 28   | 36   | 30   |